# Jenny (éléphante)
Pour les articles homonymes, voir Jenny.
Jenny est une éléphante d'Asie connue pour avoir contribué à l'effort de guerre allemand pendant la Première Guerre mondiale.

## Biographie
Ce pachyderme, probablement originaire de Ceylan, est arrivé en 1904 au zoo de Hambourg tenu par Carl Hagenbeck. Pendant la Grande guerre, Jenny est transportée en train dans le nord de la France  à l'initiative de l'officier qui dirige la Kommandantur d’étape d'Avesnes dans le Nord. Elle y arrive le 26 janvier 1915. Son cornac, incorporé dans la marine en 1914, est rappelé à Avesnes pour s'occuper de l'animal qui est employé pour pousser des wagons de charbon, tirer la charrue et porter du bois. En 1916, Jenny est transportée, toujours en train, à Felleries, un village spécialisé dans la sylviculture. Là elle participe aux travaux de débardage dans les forêts alentour. Le 2 avril 1917, l'éléphante reprend le chemin de Hambourg et est vendue à la famille du cirque Strassburger. Elle se retrouve par la suite au jardin d’acclimatation de Paris où elle meurt en février 1941.
En 2015, un hommage est rendu à l'éléphante à Felleries sous la forme d'une reproduction en taille réelle de Jenny, longue de 4 m et large de 2,50 m composée d'une structure en acier recouverte d'osier.